# Taufkirchen (Adelsgeschlecht)

Wappen derer von Tauffkirchen

Taufkirchen (oder Tauffkirchen) ist der Name eines bayerischen Adelsgeschlechts. Es ist nicht zu verwechseln mit dem ebenfalls bayerischen Adelsgeschlecht der Taufkircher aus Taufkirchen bei München.

## Geschichte

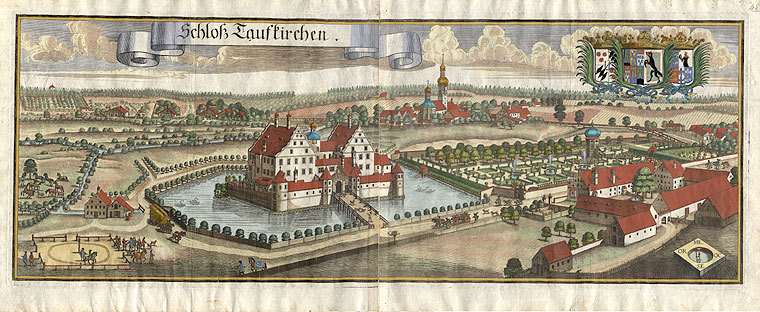
Wasserschloss Taufkirchen nach einem Kupferstich von Michael Wening

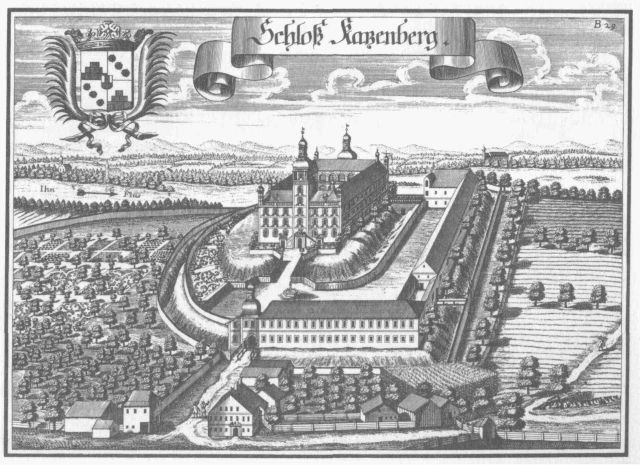
Schloss Katzenberg nach einem Kupferstich von Michael Wening, links oben das vereinigte Familienwappen Taufkirchen-Schwarzenstein-Mautner

Namensgebender Stammsitz der Familie ist Taufkirchen an der Vils mit dem Wasserschloss Taufkirchen, heute eine Gemeinde im oberbayerischen Landkreis Erding, welche auch mit dem Gemeindewappen auf die Familie Bezug nimmt.
Das Geschlecht erscheint erstmals urkundlich am 8. Juli 1241 mit Walterus de Taufchirchen und seinem Sohn Hainricus, mit denen auch die Stammreihe beginnt. Als Nachfolger der 1595 im Mannesstamm erloschenen Grafen von Schwarzenstein – deren Erbtochter Marie Elisabeth von Schwarzenstein war mit Burkhard von Taufkirchen verheiratet – gelangten die Taufkirchen an den Schwarzenstein'schen Güterbesitz. Dazu gehörten u. a. die Hofmark Englburg mit der Englburg sowie die Herrschaft Katzenberg mit Gurten und Kirchdorf am Inn. Münchner Wohnsitz der Grafen von Taufkirchen war das 1760 errichtete Palais Taufkirchen, das später Palais Gise in umbenannt wurde. Auch das Schloss Kleeberg zählte zum Besitz der Grafen von Taufkirchen. An der Fassade von Schloss Neuhaus am Inn ist ein Allianzwappen der Grafen von Taufkirchen angebracht. Auf der Englburg residierte das Geschlecht bis 1857. Die Linie der Grafen von Taufkirchen zu Kleeberg starb 1871 mit Max Joseph Grafen von Taufkirchen im Mannesstamm aus. Seine Witwe heiratete 1877 Alois Weiß von Starkenfels; dessen Familie war seit 1873 auf der nahegelegenen, vormals gräflich Joner'schen Herrschaft Tettenweis samt Schloss ansässig.
Die auf Schloss Katzenberg ansässige Linie der Grafen von Taufkirchen hatte ihre Grablege in der Pfarrkirche Kirchdorf am Inn, wo noch zahlreiche Monumente an sie erinnern. Die auf Schloss Kleeberg ansässige Linie des Geschlechtes hatte ihre Grablege in der Gruftkapelle Trostling bei Ruhstorf an der Rott.

## Wappen

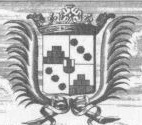
Wappen der Grafen von Taufkirchen als Nachfolger der Mautner und Schwarzenstein

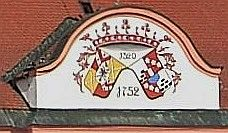
Allianzwappen Taufkirchen am Giebel von Schloss Neuhaus am Inn

Das Stammwappen der Taufkirchen ist geteilt: oben in Rot ein silberner Pfahl, unten Blau ohne Bild. Auf dem Helm mit rot-silbernen Helmdecken  ein sitzender gold gekronter silberner Fuchs.
Als Nachfolger der 1525 ausgestorbenen Mautner zu Katzenberg sowie der 1595 im Mannesstamm erloschenen Grafen von Schwarzenstein führten die Taufkirchen ein vermehrtes Wappen: Geviert mit dem Taufkirchen'schen Stammwappen als Herzschild; 1 und 4 in Silber drei stufenförmig gestellte schwarze Quadersteine (= Schwarzenstein); 2 und 3 in Rot drei schrägrechts gestellte silberne Rosen (=Mautner zu Katzenberg).
Ein um die Wappen der Mautner zu Katzenberg sowie der Grafen von Schwarzenstein vermehrtes Wappen führten seit 1666 auch die in Oberösterreich ansässigen Grafen von Thürheim.

## Bekannte Familienmitglieder
- Alois von Tauffkirchen (1753–1836), bayerischer General
- Isabella Gräfin von Tauffkirchen-Engelberg (1808–1855)
- Carl von Tauffkirchen-Guttenburg (1826–1895), bayerischer Gesandter